# Diocesi di Bela
La diocesi di Bela (in latino: Dioecesis Belensis) è una sede soppressa e sede titolare della Chiesa cattolica.

## Storia
A partire dalla metà circa del X secolo nelle Notitiae Episcopatuum del patriarcato di Costantinopoli compare, tra le suffraganee di Naupacto, la diocesi di "Fotice o Bela", da dove si evince che la sede episcopale era stata trasferita dall'antica Fotice a Bela; il doppio titolo scompare con l'XI secolo, rimanendo solo la sede di Bela. Di questa diocesi è noto un solo vescovo nel primo millennio cristiano, Costantino, vissuto nel X secolo, il cui nome ci è stato restituito grazie alla scoperta del suo sigillo vescovile.
Con l'affermarsi del primo impero bulgaro nell'antico Epiro, Bela fu sottomessa dai nuovi dominatori all'arcidiocesi di Acrida, che sul finire del X secolo divenne la sede degli ultimi patriarchi della Chiesa autocefala dei Bulgari. Con la fine dell'impero bulgaro, sottomesso da Costantinopoli nel 1018, Acrida fu ridotta ad arcidiocesi, benché con uno statuto speciale. Infatti, all'arcivescovo Giovanni I l'imperatore Basilio II riconobbe, tra il 1018 ed il 1020, tutte le diocesi suffraganee che erano appartenute al patriarcato bulgaro; tra queste anche la diocesi di Bela. La provincia ecclesiastica di Acrida fu sottomessa al patriarcato di Costantinopoli e ne seguì la sorte con l'insorgere del cosiddetto scisma d'Oriente nel 1054. Nel XIII secolo Bela ritornò ad essere suffraganea di Naupacto, per essere poi sottomessa a Giannina nel XV secolo.
Dal 1933 Bela è annoverata tra le sedi vescovili titolari della Chiesa cattolica; dal 7 novembre 2015 il vescovo titolare è Ricardo Orlando Seirutti, vescovo ausiliare di Córdoba.

## Cronotassi

### Vescovi residenti
- Costantino † (X secolo)

### Vescovi titolari
- José Alves Martins † (15 novembre 1935 - 14 aprile 1950 deceduto)
- Bernardo Arango Henao, S.I. † (18 aprile 1950 - 27 ottobre 1962 nominato vescovo di Barrancabermeja)
- Gerard William Tickle † (12 ottobre 1963 - 14 settembre 1994 deceduto)
- Gerald Frederick Kicanas (24 gennaio 1995 - 30 ottobre 2001 nominato vescovo coadiutore di Tucson)
- Santiago Jaime Silva Retamales (16 febbraio 2002 - 7 luglio 2015 nominato ordinario militare per il Cile)
- Ricardo Orlando Seirutti, dal 7 novembre 2015